# Anna Alekszejevna Buligina
Anna Alekszejevna Buligina (oroszul: Анна Алексеевна Булыгина; Szalehard, 1984. január 11.) orosz sílövő. Sportpályafutását még gyerekként sífutóként kezdte, 1992-ben. Először szülővárosa sportiskolájának diákja, majd 2001-től tanulmányait Tyumenyben folytatta, ekkor kezdett el foglalkozni a sílövészettel. Tyumenyben szerzett diplomát a rendőr-akadémián. Komoly nemzetközi versenyen először 2002-ben szerepelt, a junior világbajnokságon, Olaszországban, ahol a sprint versenyszámban rögtön a második helyet szerezte meg. A következő évben, Koscieliskóban, Lengyelországban lett először első helyezett junior világbajnok, az orosz váltó tagjaként. Összesen hét alkalommal állhatott a dobogó valamelyik fokán ifjúsági világbajnokságon, amiből három alkalommal aranyérmet akasztottak a nyakába. A felnőttek között 2006-ban mutatkozott be, a világkupában. Felnőtt világbajnokságon 2007-ben szerepelt először, két évvel később, 2009-ben a Dél-Koreában megrendezett világbajnokságon első helyen végzett az orosz váltóval.
2010-ben indult az olimpiai játékokon, ahol a legjobb eredménye egy negyedik hely volt, melyet a sprint versenyszámban érte el.

## Eredményei

### Olimpia
| Év   | Világbajnokság | Versenyszám  | Versenyszám   | Versenyszám         | Versenyszám         | Versenyszám | Versenyszám |
| Év   | Világbajnokság | Egyéni 15 km | Sprint 7,5 km | Üldözőverseny 10 km | Tömegrajtos 12,5 km | Váltó 6 km  |             |
| ---- | -------------- | ------------ | ------------- | ------------------- | ------------------- | ----------- | ----------- |
| 2010 | Vancouver      | ----         | 4             | 5                   | 30                  | ----        |             |

### Világbajnokság
| Év   | Világbajnokság     | Versenyszám  | Versenyszám   | Versenyszám         | Versenyszám         | Versenyszám | Versenyszám         |
| Év   | Világbajnokság     | Egyéni 15 km | Sprint 7,5 km | Üldözőverseny 10 km | Tömegrajtos 12,5 km | Váltó 6 km  | Vegyes váltó 7,5 km |
| ---- | ------------------ | ------------ | ------------- | ------------------- | ------------------- | ----------- | ------------------- |
| 2007 | Antholz-Anterselva | ----         | 19            | 29                  | ----                | ----        | ----                |
| 2009 | Phjongcshang       | 25           | 4             | 20                  | 23                  | 1           | ----                |

### Világkupa
| Helyezés | 31 | 19 | 15 |

| 2006/07    | | Hochfilzen/Breznóbánya Váltó                                                                          | |
| 2007/08    | | | |
| 2008/09    | Antholz-Anterselva Üldözőverseny Phjongcshang Váltó (VB)                                              | | Vancouver Váltó                                                                                       |
| 2009/10    | Hochfilzen Váltó Oberhof Váltó                                                                        | Östersund Váltó Ruhpolding Váltó                                                                      | |
| 2010/11    | | | |
| Összesítés | Egyéni: 0 Sprint: 0 Üldözőverseny: 1 Tömegrajtos: 0 Váltó: 3 Vegyes váltó: 0 ------------ Összesen: 4 | Egyéni: 0 Sprint: 0 Üldözőverseny: 0 Tömegrajtos: 0 Váltó: 3 Vegyes váltó: 0 ------------ Összesen: 3 | Egyéni: 0 Sprint: 0 Üldözőverseny: 0 Tömegrajtos: 0 Váltó: 1 Vegyes váltó: 0 ------------ Összesen: 1 |